# Thibault Damour
Pour les articles homonymes, voir Damour.
Thibault Damour est un physicien théoricien français, né le 7 février 1951 dans le 6e arrondissement de Lyon.

## Biographie
Thibault Damour est ancien élève de classes préparatoires au Lycée du Parc à Lyon puis de l'École normale supérieure (Ulm), professeur de physique théorique à l'Institut des hautes études scientifiques (IHES) de 1989 à 2022, membre de l'Académie des sciences depuis 1999 et a été professeur invité au Conservatoire national des arts et métiers en 2000. Il est professeur émérite.
Spécialiste de la relativité générale, il a longtemps enseigné cette théorie au DEA de physique théorique de la rue d'Ulm. 
Ses principaux travaux portent sur la physique des trous noirs, les ondes gravitationnelles, la métrologie fondamentale,.
Il reçoit la Médaille d'or du CNRS en 2017 conjointement avec Alain Brillet.

## Prix
- 1978 : Lauréat de la Fondation Singer-Polignac.
- 1980 : Médaille de bronze du CNRS.
- 1984 : Prix de physique théorique « Paul Langevin » de la Société française de physique.
- 1990 : Grand Prix de l'Académie des Sciences, France (Prix Mergier-Bourdeix).
- 1994 : First Award de la Gravity Research Foundation (États-Unis).
- 1996 : Médaille Albert-Einstein de l'Albert Einstein Gesellschaft, Berne (Suisse).
- 2005 : Cecil F. Powell Memorial Medal de l'European Physical Society.
- 2010 : Médaille Amaldi de la Société italienne pour la relativité générale et la gravitation
- 2017 : Médaille d'or du CNRS
- 2021 : Médaille Dirac de l'ICTP (Centre international de physique théorique Abdus Salam) avec Alessandra Buonanno et Frans Pretorius; lauréat, avec Alessandra Buonanno, du Prix Balzan

## Décoration
Le 13 juillet 2010, Thibault Damour est nommé au grade de chevalier dans l'ordre national de la Légion d'honneur au titre de « professeur à l'Institut des hautes études scientifiques, membre de l'Institut ; 34 ans de services civils et militaires » puis fait chevalier le 6 décembre 2010. Il est promu au grade d'officier le 15 janvier 2025 au titre de « physicien théoricien, professeur permanent à l'Institut des hautes études scientifiques ».

## Publications

### Exposé avancé
- (en) Thibault Damour, Bertrand Duplantier et Vincent Rivasseau, Gravitation and Experiment : Poincaré Seminar 2006, Basel, Switzerland, Birkhäuser Basel, 2007, 1re éd., X-138 p. (ISBN 978-3-7643-8523-1, DOI 10.1007/978-3-7643-8524-8).

### Exposés semi-techniques
- Thibault Damour. Yves Michaud (sous la direction de) et al., Qu'est-ce que l'Univers ?, vol. 4, Paris, Éditions Odile Jacob, coll. « Université de tous les savoirs », 1er septembre 2006, 992 p., 155x240 mm (ISBN 978-2-7381-0917-0 et 2-7381-0917-9, EAN 9782738109170, présentation en ligne), p. 205–220, « La relativité générale ».
- Thibault Damour, « La relativité générale », dans : Einstein aujourd'hui, Michèle Leduc et Michel Le Bellac (éditeurs), EDP Sciences, janvier 2005.  (ISBN 2-868-83768-9). Chapitre 6, p. 267–319.

### Exposés élémentaires
- Thibault Damour, Si Einstein m'était conté, Paris, Éditions du Cherche midi, coll. « Documents », 26 avril 2012 (1re éd. 2005), 240 p. (ISBN 978-2-7491-0390-7 et 2-7491-0390-8, EAN 9782749125534).
- Thibault Damour et Stanley Deser, « Relativité », dans Encyclopaedia Universalis, 1989, p. 739–748. Un exposé non technique.
- Thibault Damour, Le Renouveau de la relativité générale, La Recherche 189 (juin 1987) 766-776. Un article qui expose la théorie et ses développements récents (trous noirs, ondes gravitationnelles...).
- Françoise Balibar et Thibault Damour, Einstein, double CD, Éditions De vive voix, coll. Science.
- Jean-Claude Carrière et Thibault Damour, Entretiens sur la multitude du monde, Odile Jacob, 1er octobre 2002, 256 p., Édition brochée (EAN 9782738110770, présentation en ligne).
- Thibault Damour, « Voyager dans le temps, les réponses de la physique », revue Temps, 2015
- Ondes gravitationnelles et trous noirs, CNRS - De vive voix, coll. « Les grandes voix de la recherche », 2019 (ISBN 9782271125385)

### Bande dessinée
- Mathieu Burniat (dessin, scénario, couleurs) et Thibault Damour (scénario), Le Mystère du monde quantique, Dargaud, 11 mars 2016, 160 p., 200x268 (ISBN 978-2-205-07516-8 et 2-205-07516-0, EAN 9782205075168, présentation en ligne). Prix de la BD Fnac Belgique 2017[9]

### Livre audio
- Françoise Balibar (auteur et participante) et Thibault Damour (auteur et participant), Einstein, Paris, De vive voix, coll. « Sciences », 2005 (ISBN 2-84684-051-2, BNF 39967969)Support : 2 disques compacts audio ; durée : 2 h 8 min environ. La pochette de ce livre audio comportait une référence ISBN erronée : « 2-84682-051-2 ».

## Pour approfondir